# Acizzia beieri
Acizzia beieri är en insektsart som beskrevs av Loginova 1967. Acizzia beieri ingår i släktet Acizzia och familjen rundbladloppor.
Artens utbredningsområde är Sudan. Inga underarter finns listade i Catalogue of Life.